# 1589 en littérature
| Années de la littérature : 1586 - 1587 - 1588 - 1589 - 1590 - 1591 - 1592    |
| Décennies de la littérature : 1550 - 1560 - 1570 - 1580 - 1590 - 1600 - 1610 |

Cet article présente les faits marquants de l'année 1589 en littérature.

## Événements
- 2 mai : La Pellegrina, pièce de théâtre lyrique de Girolamo Bargagli est présentée au palais Pitti à Florence lors du mariage du duc Ferdinand de Médicis avec la princesse Christine de Lorraine[1].
- 18 septembre : les poètes Christopher Marlowe et Thomas Watson sont impliqués dans une rixe avec un certain Bradley dans Hog Lane, à Shoreditch, un faubourg de Londres. Bradley et tué par Watson et les deux hommes sont arrêtés et incarcérés. Marlowe est libéré sous caution le 1er octobre et acquitté le 3 décembre[2]

- 1589-1592 : Montaigne prépare une nouvelle édition des Essais à partir de son exemplaire personnel, dit Exemplaire de Bordeaux[3].
- Date probable de la rédaction de Friar Bacon and Friar Bungay (en), comédie de Robert Greene[4].

## Parutions
- 18 mars : Giovanni Botero obtient un privilège pour publier à Venise Della Ragion di Stato[5], (« De la raison d’État »), un traité de théorie politique traduit en français en 1599.
- 28 mai : l'éditeur Richard Field dédicace The Arte of English Poesie (« L'Art de la poésie anglaise »), de George Puttenham, publié en juin[6].

- Première édition de Orchésographie, traité de danse de Thoinot Arbeau, imprimé à Langres par Jehan des Preyz, privilège daté du 22 novembre 1588[7].
- The Principall Navigations, Voiages, and Discoveries of the English Nation (« Navigations, voyages, trafics et découvertes de la nation anglaise »), recueil de récits de voyage de Richard Hakluyt[8].

- Her Protection for women (« Pour la protection des femmes »), pamphlet féministe de Jane Anger est publié à Londres par Richard Jones et Thomas Orwin[9].
- Combattimento spirituale  (« Combat spirituel »), ouvrage de Lorenzo Scupoli est publié à Venise[10].

### Fictions
- 1er mai : dédicace de la première édition de La Guisiade, tragédie de Pierre Matthieu. En avril de la même année il publie à Lyon chez Benoist Rigaud trois autres tragédies, Vashti, Aman, de la perfidie et Clytemnestre, réunies en un même volume[11].

- Troisième partie de La Araucana, poème épique d'Alonso de Ercilla, publiée à Madrid chez Pedro Madrigal[12].
- Menaphon, roman pastoral mêlé de vers de Robert Greene, célèbre pour sa préface écrite par Thomas Nashe[13].
- Première édition complète de Shuǐ hǔ Zhuàn (« Au bord de l'eau »), roman chinois attribué à Shi Nai'an[14].

## Naissances en 1589
- 9 janvier : Ivan Gundulić, poète baroque croate († 1638).
- 5 février : Racan, écrivain français († 1670).
- 17 avril: Martin Zeiller, auteur allemand, compilations et écrits de voyage († 1661).

- Vers 1589 : Antoine Le Métel d'Ouville (vers 1589), ingénieur, géographe, poète et auteur dramatique français († 1655).

## Décès en 1589
- 19 septembre : Jean Antoine de Baïf, poète français (né en 1532).
- 1er juillet : Christophe Plantin, imprimeur belge d’origine française (Saint-Avertin, près de Tours, 1519 ou 1520 - Anvers, 1589). En trente-quatre ans d’activité, il a publié 15 000 ouvrages.
- Novembre : Thomas Sebillet, homme de lettres français (né en 1512).